# Доротея Марія Вюртемберзька
Доротея Марія Вюртемберзька (нім. Dorothea Maria von Württemberg, 3 вересня 1559 — 13 березня 1639) — герцогиня Вюртемберзька з Вюртемберзького дому, донька герцога Вюртемберзького Крістофа та принцеси Бранденбург-Ансбахської Анни Марії, дружина пфальцграфа і герцога Зульцбаху Отто Генріха.
Її в'їзд до удовиної резиденції 1606 року став приводом для заснування у 1927 році фестивалю замку Гільпольштайн.

## Біографія
Народилась 3 вересня 1559 року у Штутгарті. Була десятою дитиною та шостою донькою в родині герцога Вюртембергу Крістофа та його дружини Анни Марії Бранденбург-Ансбаської. Мала старших братів Ебергарда та Людвіга та сестер Ядвіґу, Єлизавету, Сабіну, Емілію й Елеонору. Двоє братів померли немовлятами до її народження. Згодом сімейство поповнилося двома молодшими доньками. Мешкали у Штутгартському палаці.
Втратила батька у 9 років. Матір після цього кілька років перебувала в депресії. Наступним правителем Вюртембергу став брат Доротеї Марії, Людвіг, який кілька наступних років через малолітство перебував під опікою.
У 23-річному віці дівчина стала дружиною 26-річного пфальцграфа і герцога Зульцбаху Отто Генріха. Весілля відбулося 25 листопада 1582 року у Штутгарті. Оселилися молодята у Зульцбахському замку. У них народилося тринадцятеро дітей, з яких дорослого віку досягли троє доньок

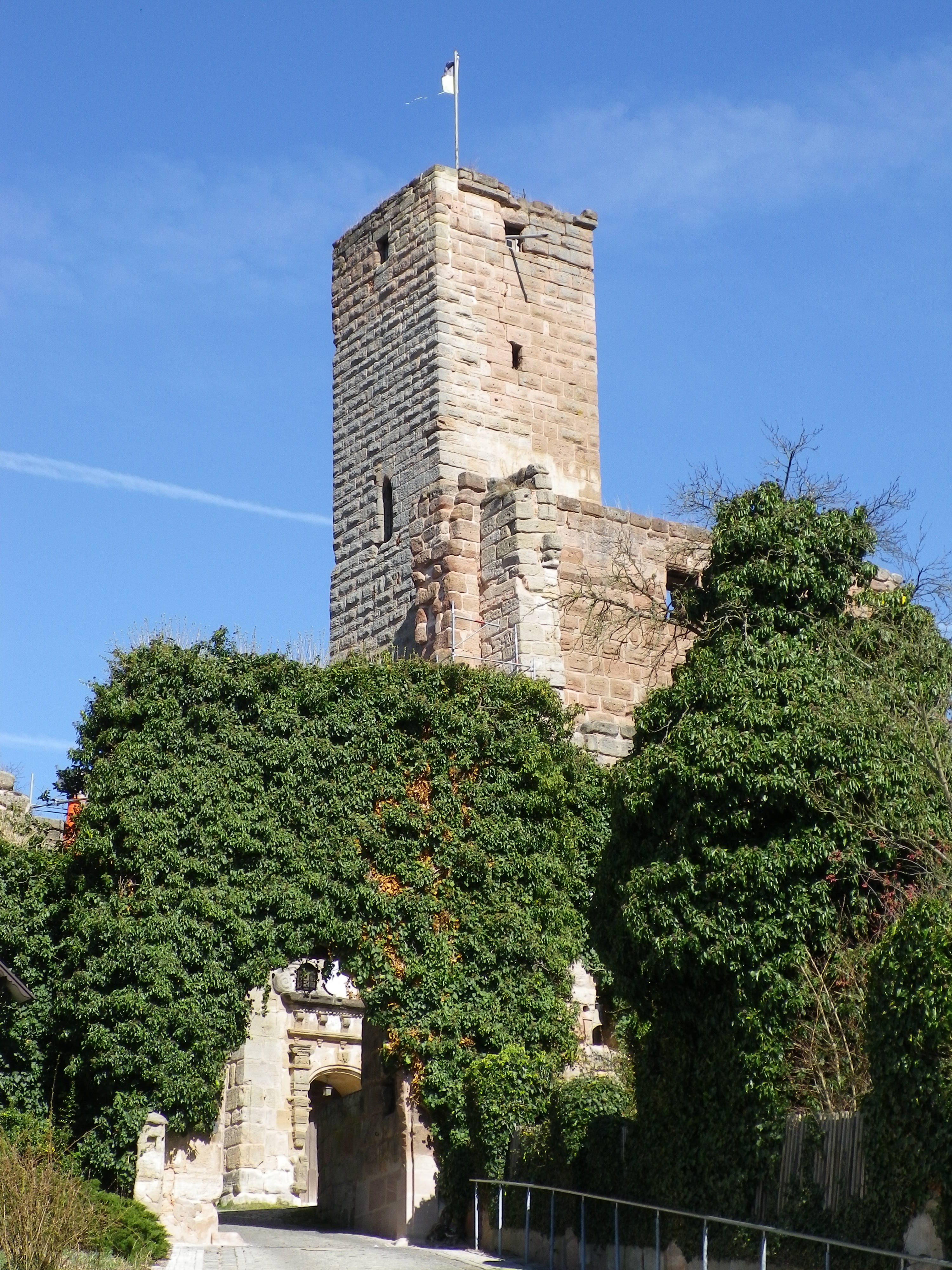
Замок Гільпольштайн

У серпні 1604 року Отто Генріх пішов з життя. Наступним пфальцграфом Зульцбаху став його старший брат Філіп Людвіг, який водночас правив Нойбургом. Удовиною часткою Доротеї Марії було призначене геррство та замок Гільпольтштайн, куди пфальцграфиня прибула 1606 року після його реставрації. Прибуття колишньої правительки стало приводом до започаткування у XX  столітті щорічного замкового фестивалю. У першу неділю серпня близько 700 мешканців Гільпольтштайну відтворюють цю подію в історичних костюмах.
Сприятливо впливала на життя міста Гільпольштайн.
Там і померла 13 березня 1639 року за часів правління Крістіана Августа, онука Філіпа Людвіга. Була похована у крипті парафіяльної церкви Святого Мартіна в Лауїнгені. Після її смерті замок занепав, а Гільпольштайн втратив статус жилого міста.

## Родина
Чоловік  — Отто Генріх
Діти:

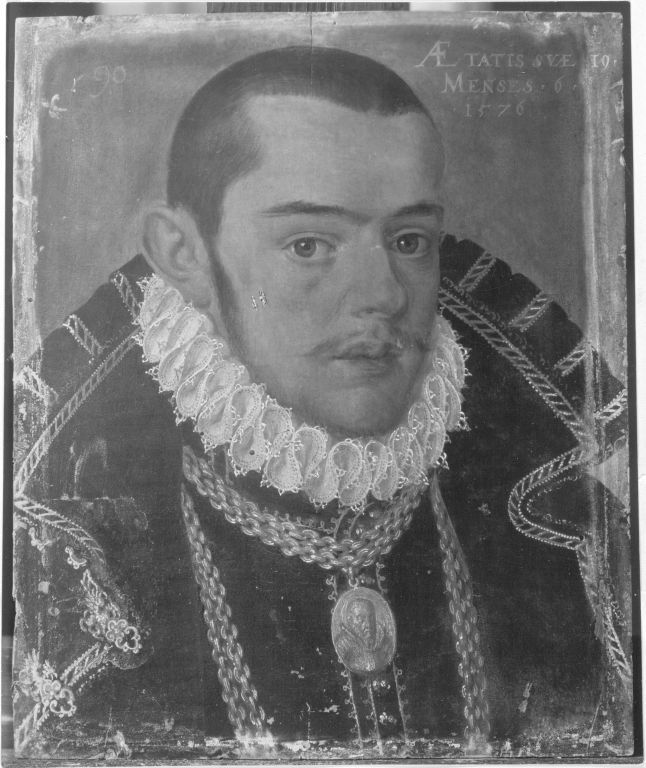
Портрет Отто Генріха пензля невідомого майстра, 1576

- Людвіг (6 січня—12 березня 1584) прожив 2 місяці;
- Анна Єлизавета (3 січня—18 квітня 1585) прожила 3 місяці;
- Георг Фрідріх (15 березня—15 квітня 1587) прожив 1 місяць;
- Доротея Софія (1588—1607) одружена не була, дітей не мала;
- Сабіна (1589—1645) — дружина барона Йоганна Георга Вартенберзького, дітей не мала;
- Отто Георг (9 квітня—29 травня 1590) — прожив півтора місяці;
- Сусанна (1591—1661) — дружина пфальцграфа Гутенбергу Георга Йоганна II, мала четверо дітей, що не залишили нащадків;
- Марія Єлизавета (1593—1594) прожила 10 місяців;
- Анна Сибілла (10 травня—10 грудня 1594) прожила 7 місяців;
- Анна Софія (1595—1596) — близнючка Магдалени Сабіни, прожила 7 місяців;
- Магдалена Сабіна (1595—1596) — близнючка Анни Софії, прожила 5 місяців;[7]
- Доротея Урсула (1597—1598) прожила півроку;
- Фрідріх Крістіан (19 січня—3 березня 1600) прожив півтора місяці.